# Hancock (hrabstwo Delaware)
Hancock – wieś w Stanach Zjednoczonych, w stanie Nowy Jork, w hrabstwie Delaware.